# Erdei szegfűgomba
Az erdei szegfűgomba (Marasmius wynneae) az osztatlan bazídiumú gombák (Homobasidiomycetes) osztályának szegfűgombafélék (Marasmiaceae) családjába tartozó gombafaj.

## Megjelenése
Kistermetű gombafaj, amely tápanyagban, hummuszban gazdag lomb- és fenyőerdők talaján terem rendszerint többedmagával, májustól novemberig.
Kalapja fehér, vagy drappos, 2 – 4 cm átmérőjű, kezdetben kúpos, később kiterülő. Lemezei ritkásan állnak, szürkés színűek, érintik a tönköt. Tönkje vékony, szívós, általában barnás, de feketés is lehet. Jellemző magassága 3 – 6 cm.
Spórája csepp alakú, 3-4 x 5,5-7,5 μm-es.
Szaga a mezei szegfűgombáéval azonos, kellemes illatú.
Ehető.

## Összetéveszthetősége
A mérgező viaszfehér tölcsérgombával téveszthető össze, annak azonban lemezei sűrűn állók. Ezenkívül még megkülönbözteti tőle az erdei szegfűgombát jellegzetes illata.
Formára még hasonlít hozza a szintén ehető barnatönkű fokhagymagomba is, annak azonban a tönkje fekete vagy sötétbarna és szaga az állott fokhagymára emlékeztet.
Szintén összetéveszthető az ehető Mezei szegfűgombával, melytől főként élőhelye különbözteti meg.